# Fantasy Ride
Ride é o terceiro álbum de estúdio da cantora de R&B/pop norte-americana Ciara, lançado pela LaFace Records, em colaboração com a Jive Records, e a Sony Music Entertainment, em 3 de maio de 2009.
O álbum explora uma nova sonoridade na carreira de Ciara, combinando o R&B e hip hop de seus álbuns anteriores, juntamente com uma nova direção pop e dance. Ele tem participações de Justin Timberlake, Ludacris, Chris Brown, Young Jeezy, T-Pain, The-Dream, e Missy Elliott.

## Conceito
Fantasy Ride apresenta a personagem de quadrinhos de Ciara, "Super C". Ciara disse que Super C é sua "força interior e personalidade agressiva". Ela é uma Ciara futurista, com estilo de super-herói, vagamente baseada na personagem robótica retratada no videoclipe "Go Girl". O artista da DC Comics, Bernard Chang, ajudou Ciara a criar o personagem, e arte para a capa e encarte do álbum. Foram lançadas duas artes diferentes, Super C roxa para a edição padrão, e Super C vermelha para a edição deluxe. Os mercados internacionais receberam a capa comum, com Ciara em um fundo branco desbotado.

## Singles
"Go Girl", que conta com a participação do rapper T-Pain, foi originalmente lançada como o primeiro single do álbum. No entanto, só foi incluído na versão Japonesa. O single alcançou a posição 68 na Billboard Hot 100. Um videoclipe foi feito para essa música e lançado em outubro de 2008. "Never Ever", que conta com a participação de Young Jeezy, foi lançado como primeiro single nos Estados Unidos em 19 de janeiro de 2009, e alcançou o número 66 no Hot 100, mas teve mais sucesso na parada de R&B, onde alcançou o número 9. Apesar de não ter sido lançado oficialmente internacionalmente, devido às vendas digitais, conseguiu figurar em alguns países, incluindo Suécia e Rússia, onde alcançou o top quarenta, e o top cinquenta, respectivamente.
"Love Sex Magic", que apresenta Justin Timberlake, foi lançado como o segundo single nos EUA, e primeiro single internacional em 3 de março de 2009, e alcançou a décima posição na Hot 100. Conseguiu o top 10 em mais de vinte países, incluindo Índia, Turquia e Taiwan, onde alcançou o primeiro lugar. A canção foi indicada ao MTV Video Music Awards de 2009, e ao 52º Grammy Awards, na categoria de "Melhor Colaboração Pop". "Work", que apresenta Missy Elliott, foi lançado como segundo single internacional em 24 de julho de 2009, e alcançou o top quarenta na Irlanda e o top cinquenta na Suécia.
Outras Faixas que entraram em Charts
"Ciara to the Stage" ficou em quarto lugar no Bubbling Under Hot 100 dos EUA na semana seguinte ao lançamento do álbum. "Turntables", que apresenta Chris Brown, alcançou a posição 80 no Reino Unido, devido às fortes vendas digitais. "Like a Surgeon" alcançou a posição 59 na parada de R&B dos EUA. e foi planejado para ser single, mas seu lançamento foi cancelado. "I'm On", uma faixa da edição deluxe, alcançou a posição 79 no Canadian Hot 100.

## Desempenho Comercial
Em 10 de maio de 2009, o álbum fez sua primeira aparição no nono lugar na UK Albums Chart, tornando-se o primeiro álbum de Ciara entre os dez primeiros no Reino Unido. Na edição de 23 de maio de 2009, Fantasy Ride estreou em terceiro lugar na parada Billboard 200 dos EUA. Em junho de 2013, o álbum havia vendido 206.000 cópias nos EUA. No Canadá, o álbum estreou na posição 22 na Canadian Albums Chart.

## Faixas
1. "Ciara To The Stage"
2. "Love Sex Magic" (feat Justin Timberlake)
3. "High Price" (feat Ludacris)
4. "Turntables" (feat Chris Brown)
5. "Like A Surgeon"
6. "Never Ever" (feat Jeezy)
7. "Lover's Thing" (feat The-Dream)
8. "Work (feat. Missy Elliott)
9. "Pucker Up"
10. "G Is For Girl (A-Z)"
11. "Keep Dancin' On Me"
12. "Tell Me What Your Name"
13. "I Don't Remember"

Faixa Bônus Japão
1. "Go Girl" (feat T-Pain)

Edição Limitada
1. "Echo" (Danja, The Clutch)
2. "I’m On" (DropZone)
3. DVD com conteúdo exclusivo

- Por trás das cenas de: Ensaios fotográficos; Ensaios; Estúdio de gravação.
- Making of: Go Girl; Love Sex Magic
- Video: Love Sex Magic; Never Ever; Go Girl

## Desempenho em charts
| País           | Chart                           | Melhor posição |
| -------------- | ------------------------------- | -------------- |
| Canadá         | Canadian Albums Charts          | 2              |
| Reino Unido    | UK R&B Album Charts             | 2              |
| Estados Unidos | U.S Top 200 Albums              | 3              |
| Argentina      | Argentina Top 200 Albums Charts | 9              |
| Irlanda        | Ireland Top 100 Albums          | 10             |
| Brasil         | Hot Álbuns Brazil               | 12             |
| Suíça          | Swiss Albums Chart              | 13             |
| Japão          | Japan Albums Chart              | 18             |
| Europa         | European Top 100 Albums         | 20             |
| Bélgica        | Belgiam Albums Chart            | 21             |
| França         | France Albums Chart             | 34             |
| Polônia        | Poland Albums Chart             | 38             |